# Переулок Ванцетти
Переу́лок Ванце́тти — улица в Томске. Проходит от улицы Войкова до Большой Подгорной улицы.

## История
Первоначальное название — Русаковский переулок — получил по фамилии нарымского мещанина — Прохора Русакова, его наследники владели двумя двухэтажными домами на углу переулка с Миллионной улицей (ныне — проспект Ленина).

## Новая история
6 октября 1927 года был переименован в честь американского рабочего Бартоломео Ванцетти, казнённого в США 23 августа 1927 года.